# Jānis Urbanovičs
Jānis Urbanovičs (23 marzo 1959) è un politico lettone, leader del Partito Socialdemocratico "Armonia" e della coalizione di cui esso fa parte, il Centro dell'Armonia.